# On and On (Jack Johnson)
On and On è il secondo album di Jack Johnson. Nonostante la critica abbia accolto di malumore questo secondo lavoro in studio, grazie a questo album Jack Johnson è diventato noto in tutti gli Stati Uniti, proprio grazie alla conferma del sound di Brushfire Fairytales che la critica non ha apprezzato. Si possono trovare anche delle nostalgie di musica reggae tramite il brano Wasting Time, scritto da Johnson in collaborazione con i componenti del suo gruppo. Nell'anno di uscita dell'album, 2003, l'album è stato 3º in classifica di vendite tramite Internet, a conferma della discordanza singolare tra impatto critico e vendite effettive.

## Tracce
1. Times Like These – 2:22 - (Jack Johnson)
2. The Horizon Has Been Defeated – 2:33 - (Jack Johnson)
3. Traffic in the Sky – 2:50 - (Jack Johnson)
4. Taylor – 3:59 - (Jack Johnson)
5. Gone – 2:10 - (Jack Johnson)
6. Cupid – 1:05 - (Jack Johnson)
7. Wasting Time – 3:50 - (Jack Johnson, Adam Topol, Merlo Podlewski)
8. Holes to Heaven - (Jack Johnson)
9. Dreams Be Dreams – 2:12 - (Jack Johnson)
10. Tomorrow Morning – 2:50 - (Jack Johnson)
11. Fall Line – 1:35 - (Jack Johnson)
12. Cookie Jar – 2:57 - (Jack Johnson)
13. Rodeo Clowns – 2:38 - (Jack Johnson)
14. Cocoon – 4:10 - (Jack Johnson)
15. Mediocre Bad Guys – 3:00 - (Jack Johnson)
16. Symbol in My Driveway – 2:50 - (Jack Johnson)